# Hässleholms distrikt
Hässleholms distrikt är ett distrikt i Hässleholms kommun och Skåne län. 
Distriktet ligger inom tätorten Hässleholm. 

## Tidigare administrativ tillhörighet
Distriktet inrättades 2016 och utgörs av området som till 1971 utgjorde Hässleholms stad.
Området motsvarar den omfattning Hässleholms församling hade 1999/2000 och fick 1910 genom utbrytning ur Stoby församling och Vankiva församling.